# Gibson SG Junior
La Gibson SG Junior es una guitarra eléctrica de cuerpo sólido fabricada por Gibson desde principios de los años 1960 hasta principios de los años 1970. Al igual que su hermana anterior, Gibson Les Paul Junior, se había creado para la venta a un precio más bajo. 
Es conocido por su única captación de agudos P-90, y el puente 'envolvente' de una sola pieza en lugar del puente de dos piezas "tune-o-matic" y la disposición de topes de colas que se encuentran en el estándar SG. Desde 1961 hasta 1963, fue marcado con el nombre "Les Paul Junior".
En 1963, "Les Paul" fue retirado del cabezal y oficialmente se llamó "SG Junior". Desde 1965 hasta 1971, tenía un pickguard genérico. Se suspendió su producción a partir de 1971. Gibson volvió a emitir la versión de finales de la década de 1960 entre 1999 y 2001.
Entre 2011 y 2015, Gibson relanzó un Junior que se parece más a su encarnación de principios de la década de 1960. Entre sus usuarios más famosos, se encuentra Angus Young de AC/DC.